# Yasak
De yasak, ook wel yassak of yassa, was een Mongoolse erecode van traditioneel recht. Veel wetten van de yasak werden door de khans van Mongolië gebruikt als uitgangspunt voor hun gedragscode. Yasak betekent in het Mongools en in de Turkse talen verbod.
De eerste die de yasak liet opschrijven was Dzjengis Khan. Hijzelf was ongeletterd, maar vroeg zijn Oeigoerse adviseur Tatatungo deze wetten te noteren. Dit werd geschreven op rollen die slechts door enkelen gelezen mochten worden. De inhoud was, zo wordt gedacht, echter algemeen bekend. Om de bevolking, ook voornamelijk ongeletterd, op de hoogte te houden van de wetten, werden die op rijm en op muziek gezet, zodat de ruiters ze konden zingen tijdens het rijden en de burgers tijdens het werken. De melodie die hiervoor gebruikt werd, was de melodie waarmee boodschappers elkaar ook boodschappen brachten.
Hoewel de tekst niet meer bestaat, zijn veel zaken toch aan ons overgeleverd. De yasak behandelt zowel ethische als hygiënische kwesties. Enkele voorbeelden:
- Er is gelijkheid voor iedereen.
- Iedereen zal even hard werken.
- Alle religies moeten met evenveel respect behandeld worden.
- Khans of generaals die met buitenlandse heersers samenspannen verdienen de doodstraf.
- Het executeren van vijandelijke leiders moet zonder bloedvergieten gebeuren, zodat geen koninklijk bloed de aarde raakt.
- De leider mag geen andere titel dan khan voeren.
- De heersers mogen geen bezit van gestorvenen zonder erfgenamen nemen, maar moeten ervoor zorgen dat dit gaat naar degene die zich in heeft gezet voor het welzijn van de gestorvene.
- Als de leider stierf moest er een khuriltai bijeen geroepen worden om de opvolging te garanderen.
- Men mag niet te veel alcohol drinken, liever niet meer dan driemaal per maand.
- Men mag zich niet wassen in een stromende rivier.
- Paarden mogen niet uit een stilstaande waterbron drinken.
- Soldaten die hun legeronderdeel verlaten moeten geëxecuteerd worden.
- Het volk moet de khan verzorgen met het overschot van hun voedsel.
- Alle stammen moeten de khan paarden, rammen, melk en wol of wollen goederen geven.
- Soldaten mogen niet jonger zijn dan twintig jaar oud.
- Indien een soldaat in de strijd vlucht uit zijn onderdeel van tien, zullen alle tien de soldaten gedood worden.

De wetshandhaving gebeurde door rechtspraak, waarbij de beschuldigde pas gestraft werd als zijn schuld vaststond of hij bekend had. Martelingen voor bekentenissen waren ongebruikelijk. Boetes, verminking en executies waren de meest voorkomende straffen. Een favoriete executiemethode voor hoogwaardigheidsbekleders was het in een tapijt wikkelen van de veroordeelde, waarna er paarden over de veroordeelde heen gejaagd werden. De veroordeelde zou sterven aan inwendige bloedingen en zijn bloed zou de aarde niet raken, wat tegenspoed zou betekenen. 
Genghis Khan stelde tot zijn benoeming tot khan van het Khanaat van Chagatai zijn zoon Chagatai aan als hogerechter, daarna werd die positie bekleed door Shigikutuku. Dit was een jongeman die hij eens als kind uit het kamp van de Tataren had gehaald in een van zijn eerste oorlogen. 